# Inbuluzketa
Inbuluzketa en basque (Imbuluzqueta en espagnol) est un village situé dans la commune d'Esteribar dans la Communauté forale de Navarre, en Espagne. Il est doté du statut de concejo.
Inbuluzketa est situé dans la zone linguistique bascophone de Navarre.